# Sof'ja Vladimirovna Panina
La contessa Sof'ja Vladimirovna Panina (in russo Со́фья Влади́мировна Па́нина?) (Mosca, 4 settembre 1871 – New York, 13 giugno 1956) è stata una politica, educatrice e filantropa russa, viceministro dell'Educazione durante il Governo provvisorio russo a seguito della Rivoluzione russa di febbraio del 1917.

## Origini familiari e giovinezza
Figlia del conte Vladimir Viktorovič Panin e di sua moglie Anastasija Sergeevna Panina. Il nonno materno, il generale Sergej Ivanovič Mal'cov (1801-1893), un tempo noto come l'Andrew Carnegie russo, era un noto e ricco industriale le cui imprese davano lavoro a circa 100 000 operai; suo nonno paterno, il conte Viktor Nikič Panin, era uno dei più ricchi proprietari terrieri del paese e aveva ricoperto la carica di ministro della Giustizia per l'Impero russo per ben venticinque anni. Quando suo padre morì nel 1872, le immense ricchezze di famiglia vennero ereditate per intero alla piccola Sof'ja, di soli due anni. Nel 1882 la sua famiglia fu colpita da una tragedia che si riflesse prepotentemente nelle convinzioni e nell'attivismo politico successivo di Sofia: sua madre si innamorò nel 1878 di Ivan Ilič Petrunkevič, uno dei fondatori del movimento liberale costituzionale contrario all'autocrazia.
I due si sposarono nel 1882, nonostante Petrunkevič fosse in esilio dal 1879 per scontare una pena come criminale politico. Temendo che la contessa Anastasija, che curava legalmente l'eredita della piccola Sof'ja, ne facesse uso per sovvenzionare le attività politiche e rivoluzionarie del marito, la nonna paterna, la contessa Natal'ja Pavlovna Panina, ottenne dallo stesso imperatore Alessandro III di Russia il nullaosta per ottenere la tutela di Sof'ja Panina, allora undicenne. Strappata dalle cure della madre, Sof'ja Panina fu trasferita a San Pietroburgo presso l'istituto per giovani nobili in disgrazia, l'Ekaterinenskij, voluto dalla zarina Caterina II di Russia nel 1798. Tra la madre e la nonna paterna si scatenò una serrata guerra legale per la tutela della giovane Sof'ja, che le mostrarono quanto forti e pesanti fossero le ingiustizie sociali e politiche del suo paese, suscitando in lei quello spirito progressista e riformista che l'avrebbero contraddistinta.
Nel 1890, dopo essersi diplomata, Sof'ja Panina fece il suo ingresso nell'alta società grazie al matrimonio con Aleksandr Polovcov, giovane ufficiale e ricco rampollo della nobiltà cittadina. Nel 1896, dopo aver raggiunto la maggiore età, chiese il divorzio dal marito, probabilmente a causa della sua omosessualità, riguadagnando il suo cognome da nubile.

## L'attività filantropica
Nel 1891 Sof'ja Panina conobbe Aleksandra Vasil'evna Pešechonova, una giovane insegnante scolastica, alla cui influenza successivamente la stessa Panina attribuì la sua decisione di allontanarsi definitivamente da quel mondo aristocratico al quale apparteneva per diritto di nascita, per dedicarsi all'assistenza ed alla cura dei più poveri e dei socialmente svantaggiati. La prima iniziativa filantropica organizzata dalle due attiviste fu la creazione di una rete di servizi sociali, letture pubbliche per i bambini poveri e per i loro parenti, biblioteche e corsi serali, che ebbe come centro la Casa del Popolo Ligovskij, un caseggiato acquistato dalla Panina e dalla Pešechonova, attivo a partire dal 1903. 

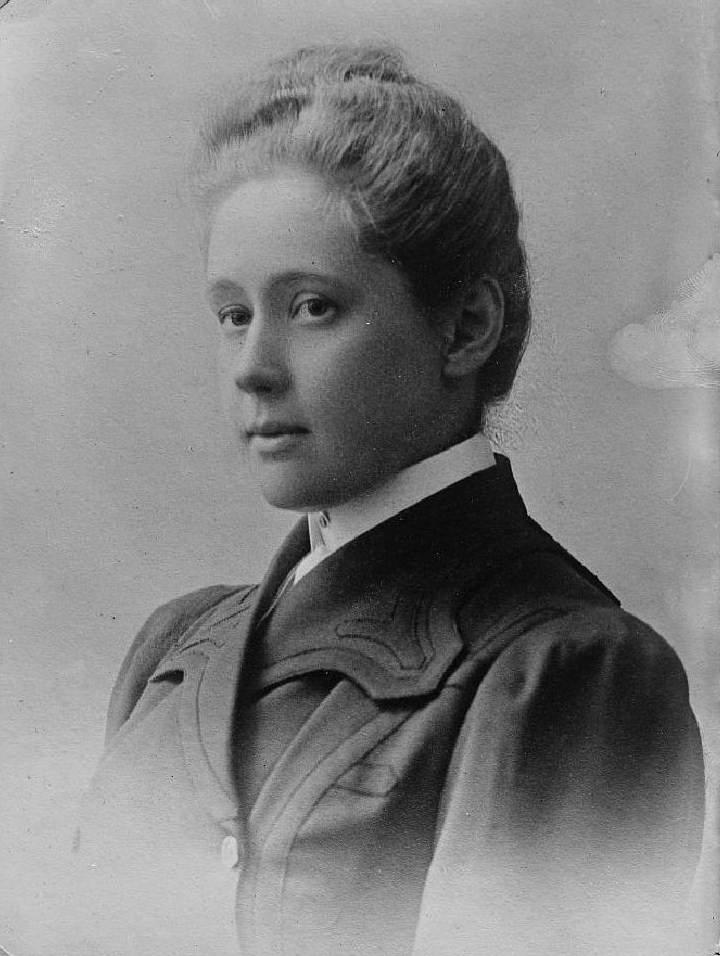
Foto della contessa Panina nel 1917.

Come molti altri intellettuali russi, anche la Panina credeva nel potere della conoscenza e della cultura per trasformare le masse dei centri urbani in cittadini consapevoli e più forti all'interno della società russa. In breve tempo la Casa del Popolo Ligovskij si trasformò in un'istituzione modello per tutto l'Impero Russo. Attualmente questa istituzione è ancora attiva, con il nome di Palazzo della Cultura dei Lavoratori Ferroviari. Oltre a questo istituto, la Panina fu attiva in altre iniziative di riforma sociale, quali la fondazione della Società per la Protezione delle Donne, che aiutò a fondare nel 1900 ed aveva come obiettivo fondamentale la lotta contro la prostituzione femminile. I corsi serali ed i suoi circoli letterari ben presto funsero da luoghi di ritrovo per quegli esponenti delle classi operaie che nutrivano simpatie socialiste. Fu così che durante la Rivoluzione russa del 1905 la Casa del Popolo Ligovskij fu aperta a vari gruppi politici e divenne una sede permanente per i loro incontri e per le loro riunioni. Il 9 maggio 1906 Lenin tenne lì il suo primo discorso dal suo ritorno in Russia. Dopo aver devoluto finanziamenti per la costruzione di scuole ed ospedali nelle sue diverse proprietà di famiglia, ella concesse la sua dimora estiva in Crimea allo scrittore Lev Tolstoj, che visse lì con la sua famiglia per oltre un anno.

## L'attività politica
Sebbene sua madre fosse sposata con un noto attivista liberale, la Panina non partecipò attivamente alla vita politica del suo paese se non dopo lo scoppio della prima guerra mondiale; durante il conflitto, tuttavia, si adoperò presso il palazzo della Duma cittadina come assistente per i familiari dei soldati partiti al fronte. Nel 1917, dopo la caduta dello Zar, quando le donne ottennero il voto, proprio in occasione della Giornata internazionale della donna, la Panina, insieme ad altre donne di una certa levatura morale e intellettuale, venne eletta rappresentante delegato per la Duma di Pietrogrado; la loro elezione venne poi confermata nelle successive elezioni del mese di agosto dello stesso anno. Eletta al Comitato Centrale del Partito Cadetto a marzo, essa divenne la prima donna nella storia mondiale a ricoprire la carica come titolare di gabinetto di governo; ella venne infatti eletta viceministro del nuovo Ministero della Salute Pubblica, il cui titolare era il principe Dmitrij Ivanovič Šachovskoj. Successivamente venne nominata assistente del ministro per l'educazione Sergej Fëdorovič Oldenburg. Il Partito Cadetto la nominò nella sua lista di candidati rappresentanti per Pietrogrado per le elezioni dell'Assemblea Costituente; tuttavia il partito non riuscì ad ottenere sufficienti consensi per farla eleggere.
Tuttavia, quando il Partito Cadetto dovette fronteggiare la svolta della rivoluzione d'ottobre, il ruolo di Sof'ja Panina fu molto importante: la notte del 25 ottobre 1917 Sof'ja Panina fu incaricata ad essere uno dei tre delegati inviati a negoziare il cessate il fuoco da parte dell'Incrociatore Aurora, durante la conquista del Palazzo d'Inverno, la trattativa, tuttavia, non ebbe successo. Dopo la presa del potere da parte dei Bolscevichi, la sua casa in via Sergevs'kaja divenne luogo d'incontro dei tre principali gruppi di opposizione anti-bolscevica.
Come parte attiva di uno di questi tre gruppi, il Piccolo Consiglio, la contessa Panina venne coinvolta nel tentativo di organizzare uno sciopero di tutti i funzionari pubblici. Per questo motivo il 28 ottobre 1917 venne prelevata dalla sua casa e arrestata, insieme al drammaturgo Fëdor Fëdorovič Kokoškin, al deputato della Duma Andrej Ivanovič Šingarëv e al principe Pavel Dmitrievič Dolgorukov, proprio durante la riunione per organizzare lo sciopero previsto per il giorno successivo.

## Il processo
Il 10 dicembre 1917 la contessa Panina fu sottoposta ad un processo da parte del Tribunale della Rivoluzione del Soviet di Pietrogrado; si trattò del primo processo di carattere politico svoltosi in un tribunale sovietico. La Panina fu accusata dell'appropriazione indebita della somma di 93 000 rubli presi dalle casse del Ministero dell'Educazione, accusa che venne ricusata dall'imputata. Il processo alla contessa Panina attrasse l'attenzione non solo del pubblico nazionale, ma anche di dell'opinione pubblica internazionale, e per questo motivo, vi presenziarono sia il celebre giornalista americano John Reed sia la giornalista e simpatizzante bolscevica Louise Bryant. Il processo ebbe come sede il palazzo del granduca Nikolaj Nikolaevič Romanov, e la giuria del tribunale rivoluzionario era composta da sette membri, due militari e cinque operai; sei dei sette membri erano iscritti al partito bolscevico.
Alla fine la Panina stessa fece un discorso a sua difesa, sostenendo che aveva semplicemente salvaguardato la destinazione dei fondi per il popolo, destinandoli alla sua rappresentanza legale, l'Assemblea Costituente. Il tribunale la ritenne colpevole di "opposizione all'autorità popolare" e decretò, alla luce dei suoi precedenti favorevoli, una pubblica censura con l'obbligo di restituire il danaro al Commissariato per l'Istruzione; in effetti, l'imputata rimase in prigione fino a quando i suoi amici non pagarono i 93.000 rubli.

## Emigrazione
Nel 1918 si unì al generale Anton Denikin nella Russia meridionale insieme ad altri importanti esponenti del partito dei cadetti, tra cui Nikolai Ivanovich Astrov, con il quale Panina convisse fino alla di lui morte nel 1934.
I due si recarono a Parigi nell'estate del 1919 per rappresentare Denikin nel tentativo di ottenere un ulteriore sostegno dagli alleati per i russi bianchi. Dopo il fallimento del tentativo, tornò nella Russia meridionale fino a quando la sconfitta dell'Esercito di volontari di Denikin la costrinse a fuggire per sempre dalla Russia, nel marzo 1920.
Panina trascorse il resto della sua vita in emigrazione; inizialmente con Astrov si stabilirono a Ginevra, dove dal 1921 al 1924 furono i rappresentanti di una delle maggiori associazioni emigrate russe, Zemgor, rappresentando gli interessi dei rifugiati russi presso l'Alta Commissione per i rifugiati della Società delle Nazioni. Nel 1924 Panina fu invitata a Praga, in Cecoslovacchia, dal governo cecoslovacco per diventare la direttrice di Russkii ochag, un centro comunitario per emigranti russi.
Astrov morì nel 1934 e Panina, di fronte alla conquista nazista della Cecoslovacchia, lasciò l'Europa nel dicembre 1938 per gli Stati Uniti. Dopo aver vissuto per circa un anno a Los Angeles, Panina si stabilì a New York, dove collaborò con Alexandra Lvovna Tolstaja, la figlia più giovane di Leone Tolstoi, nella Tolstoi Foundation.
Panina morì a New York nel giugno del 1956.